# Karabin wz. 1921
Karabin samopowtarzalny wz. 1921 (kbsp wz. 1921; Karabin  automatyczny  wzór  warsztatów  broni DOG Lwów 1921) – polski prototypowy karabin samopowtarzalny opracowany w latach 1920–1921 w Zbrojowni Wojsk Polskich we Lwowie. Prototyp powstał poprzez przebudowę austro-węgierskiego karabinu powtarzalnego Mannlicher M1888 (lub M1890).

## Historia
Podstawowym uzbrojeniem żołnierzy w czasie I wojny światowej były karabiny powtarzalne wymagające ręcznego przeładowania broni po każdym strzale. Jednocześnie w trakcie tego konfliktu, na wyposażeniu niektórych armii zaczęły pojawiać się pierwsze modele karabinów samopowtarzalnych (np. Mauser M1916, RSC Mle 1917), których mechanizm automatycznie przeładowywał broń, co stanowiło ogromne udogodnienie. Jednak ze względu na fakt, iż technologia tego typu konstrukcji była dopiero w powijakach, opracowywane egzemplarze były często bardzo zawodne, skomplikowane w budowie i drogie w produkcji.
Odzyskująca niepodległość Polska odziedziczyła po zaborcach szereg zróżnicowanych modeli karabinów powtarzalnych, które stanowiły podstawowe indywidualne uzbrojenie strzeleckie żołnierzy Wojska Polskiego. Zarazem początkowo nie planowano włączenia na wyposażenie karabinów samopowtarzalnych, traktowanych wtedy jako nowinka techniczna.
Tkwiący w nich potencjał został jednak dostrzeżony przez ówczesnego szefa Sztabu Generalnego Wojska Polskiego generała Tadeusza Rozwadowskiego, który pod koniec 1920 roku zlecił Zbrojowni Wojsk Polskich we Lwowie zadanie opracowania tego typu broni na potrzeby Wojska Polskiego. Inicjatywa została poparta również przez Ministra Spraw Wojskowych generała Kazimierza Sosnkowskiego, który zalecił Komitetowi Uzbrojenia rozpatrzenie wniosku dotyczącego uzbrojenia żołnierzy (a w szczególności kawalerzystów) w karabiny samopowtarzalne .
Karabin wz. 1921 nie był konstrukcją tworzoną od podstaw przez polskich inżynierów. Do jego opracowania wykorzystano odziedziczone po armii austro-węgierskiej karabiny Mannlicher M1888 (lub M1890), które znacząco przebudowano tworząc z karabinu powtarzalnego – samopowtarzalny. W Zbrojowni Wojsk Polskich we Lwowie wyprodukowano najprawdopodobniej kilka różniących się od siebie prototypów, jednak nie są znane wyniki ich testów. Z nieznanych przyczyn karabin wz. 1921 nie trafił do produkcji seryjnej, a dalsze prace nad jego rozwojem zostały przerwane. Jedyny zachowany egzemplarz znajduje się w Muzeum Wojska Polskiego w Warszawie pod numerem inwentarzowym 52191 .

## Opis techniczny
Karabin wz. 1921 oparty był na konstrukcji karabinu powtarzalnego Mannlicher M1888, w związku z czym zamek ryglowany był przez pojedynczy niesymetryczny rygiel wahliwy umiejscowiony w tylnej, dolnej części komory zamkowej. Karabin zasilany był standardowymi austro-węgierskimi ładownikami (mieszczącymi 5 naboi 8 × 50 mm R), które usuwane były samoczynnie z magazynka po załadowaniu ostatniego naboju do komory .
Przebudowa dokonana przez Zbrojownię Wojsk Polskich we Lwowie obejmowała przystosowanie broni do prowadzenia ognia samopowtarzalnego. Automatyka broni działała na zasadzie wykorzystania energii gazów prochowych odprowadzanych przez boczny otwór lufy na tłok umiejscowiony w komorze gazowej pod lufą. Pod naporem gazów, tłok cofał się napierając na sprężyny powrotne: pojedynczą nawiniętą na tłoczysko oraz dwie dodatkowe ułożone równolegle. Tłoczysko związane było sztywno z szyną umiejscowioną z prawej strony broni, która przekazywała ruch tłoka i tłoczyska na suwadło. Szyna cofając się przez pierwsze 18 mm powodowała odryglowanie zamka przez suwadło, a następnie cofnięcie zespołu zamek-suwadło. Sprężyny powrotne, rura i komora gazowa oraz tylna część lufy okryte były metalową osłoną. Specyficznym rozwiązaniem było umiejscowienie w komorze gazowej rozdzielacza-regulatora umożliwiającego odłączenie automatyki broni, dzięki czemu karabin mógł być również obsługiwany jak standardowy karabin powtarzalny. Mechanizm spustowy umożliwiał prowadzenie wyłącznie ognia pojedynczego, a po wystrzeleniu ostatniego naboju zamek wracał w przednie położenie .
Karabin wyposażony był w bezpiecznik skrzydełkowy umieszczony po lewej stronie komory zamkowej, unieruchamiający napiętą iglicę oraz blokujący zamek w przednim położeniu. Mechaniczne przyrządy celownicze składały się z muszki pozbawionej osłony oraz dwóch celowników: przerzutowego posiadającego nastawy o wartościach 300 i 500 m oraz ramkowego skalowanego od 600 do 2400 m. Karabin posiadał chwyt pistoletowy umieszczony pod kątem 80 stopni .